# Ikrit
Pour les articles homonymes, voir Ikrit.
Ikrit ou Iqrit (en arabe : إقرت ou إقرث, Iqrith) était un village palestinien, situé à 25 kilomètres au nord-est d'Acre, actuellement dans le nord d'Israël. À l'origine, il était inclus dans l'État arabe prévu dans le plan de partage des Nations unies, voté par l'assemblée générale le 29 novembre 1947. Peuplé d'environ 500 habitants, pour leur très grande majorité de culte chrétien oriental - essentiellement des melkites -, le village fut capturé par l'armée israélienne le 30 octobre 1948 et sa population fut évacuée par les troupes israéliennes, le 7 novembre 1948. Puis ce village fut détruit par des explosifs posés par le Génie de l'armée israélienne  le 24 décembre 1951;  seule l'église melkite ne fut pas détruite.
La population a par la suite mené plusieurs tentatives auprès des tribunaux israéliens pour pouvoir se réinstaller dans leur village et le cas, comme celui du village de Biram, a été médiatisé. il est devenu célèbre en Israël et dans le monde entier en tant que tentative des Arabes de Palestine de revenir dans leurs villages d'origine, après leur expulsion décidée par les autorités militaires israéliennes .

## Période antique et médiévale
Plusieurs sites archéologiques se trouve à proximité du village. Ikrit contient des sols en mosaïque, des restes de presse à vin, des tombes, des citernes et des instruments en granite. Quand les Croisés occupèrent le village, ils le désignèrent sous le nom d'Acref ; Açref est un nom encore couramment utilisé par les tribus bédouines voisines pour désigner le village.

## Période ottomane
Ikrit passe sous domination ottomane en 1517, comme toute la région. En 1596, selon les registres fiscaux de cette année-là, il apparaît comme un village du nahié (sous-district) d'Akka dans le sandjak de Safed, avec une population of 374 résidents et une économie fondée principalement sur les chèvres, les ruches et l'agriculture,.
En 1875, l'universitaire français Victor Guérin le qualifie de « très considérable » et indique qu'il est habité par des chrétiens maronites ou orthodoxes. En 1881, l'enquête sur la Palestine occidentale du Palestine Exploration Fund nomme le village "Akrith" et le décrit comme « construit en pierre, avec une centaine d'habitants chrétiens ; il y a une chapelle moderne dans le village ; il est situé sur une colline avec des figues, des olives et des terres arables ; trois sources à l'ouest du village et quatorze citernes, creusées dans le roc, lui fournissent de l'eau, ».

## Période de la Palestine mandataire
Comme d'autres villages avoisinants, Ikrit était relié à la route côtière d'Acre à Ras an-Naqura via une route secondaire conduisant à Tarbikha. Lors du recensement de 1931, il y avait au village même 339 personnes (176 hommes et 163 femmes) vivant dans 50 maisons ; 318 (161 femmes et 157 hommes) sont indiqués comme étant de religion chrétienne, et 21 de religion musulmane (19 hommes et 2 femmes). Le nombre d'habitants passe à 490 en 1945, tous Arabes (460 chrétiens et 30 musulmans), établis sur 24 722 dounams (soit 24,7 km2) de terres : 458 dounams consistaient en plantations et en terres irrigables, 1888 étaient utilisés pour les céréales, et 68 dounams étaient occupés par des bâtiments et des maisons. La surface non cultivable était couverte de bois de chênes, de lauriers et de caroubiers. Environ 600 m2 plantés de figuiers étaient utilisés par l'ensemble des habitants d'Ikrit et des environs. Les vergers couvraient la colline d'al-Bayad, et le reste de la terre cultivable était utilisé pour des cultures de lentilles, de tabac et d'arbres fruitiers. Deux sources d'eau et de nombreuses citernes, ainsi qu'un large bassin pour recueillir l'eau de pluie, se trouvaient aussi sur les terres du village. Les habitants vivaient alors en bonne intelligence avec les kibboutz du voisinage.
Une école privée élémentaire était administrée par l'archidiocèse melkite. La grande église melkite est un des rares bâtiments à avoir survécu à la destruction du village.

## Période de l'Etat d'Israël: expulsion des habitants et destruction du village (1948/1951)

Villageois et soldats des forces de défense d'Israël à Iqrit, 3 novembre 1948.

Le 30 octobre 1948, la 9e brigade de l'armée israélienne - la brigade Oded-  prend Tarshiha, Fassuta, Tarbikha, Ikrit et d'autres villages dans le cadre de l'opération Hiram. Les habitants du village se rendent sans combattre, accueillant favorablement l'arrivée de la brigade et demeurèrent dans leurs maisons. Mais Ikrit (comme d'autres villages à proximité) fut affecté par une politique spécifique, celle de la « bordure sans Arabes », : le maintien d'une bande de cinq kilomètres derrière la frontière Nord avec le Liban vide de tout habitant arabe. Le 7 novembre 1948, l'armée israélienne ordonna donc aux villageois d'abandonner le village (sauf le prêtre), officiellement pour des raisons de sécurité, en leur garantissant de pouvoir y retourner au bout de deux semaines, après la fin des opérations militaires. Quelques habitants partirent pour le Liban ; l'armée israélienne  emmena la majorité dans des camions vers Rama, ville entre Acre et Safed, où ils occupèrent des maisons abandonnées par des Arabes musulmans. Toutefois , un certain nombre de villageois, surtout des personnes âgées, étant restés dans Ikrit, il fut décidé par les autorités israéliennes d'évacuer complètement le village, au début du mois de décembre 1948.
La première action légale contre l'Etat d'Israël fut menée par cinq hommes d'Ikrit en 1951, avec Muhammad Nimr al-Hawari (en) agissant comme avocat. En juillet 1951, les villageois plaidèrent leur cause auprès de la Cour suprême d'Israël qui reconnut leur droit à retourner dans leur village, malgré l'opposition du gouvernement militaire. L'argument de la Cour suprême était que les terres n'étaient pas abandonnées. Un délai supplémentaire fut néanmoins accordé à l'armée. Le 24 décembre 1951, l'armée israélienne détruit le village avec des explosifs. Selon le Washington Report on Middle East Affairs, les soldats israéliens emmenèrent le mukhtar d'Ikrit sur une colline voisine pour qu'il regarde les maisons du village sauter les unes après les autres.

## La situation contemporaine
Dans les années 1970, les villageois d'Ikrit firent sur une période de six ans une série de sit-ins dans l'ancienne église du village et le cas d'Ikrit (comme celui de Kafr Bir'im) fut régulièrement mentionné dans les médias israéliens. Plusieurs figures israéliennes notables de la culture et de l'art soutinrent le mouvement pour rapatrier les villageois d'Ikrit et une partie de la population juive manifesta généralement de la sympathie pour leur détresse. Alors que les autorités israéliennes reconnaissaient en principe le droit au retour des villageois, les autorités israéliennes résistèrent à l'application. Golda Meir , alors Premier Ministre, dit en 1972 :  « Ce ne sont pas seulement des considérations de sécurité qui empêchent une décision officielle à propos de Bi'rim et d'Ikrit, mais le désir d'éviter d'[établir] un précédent. Nous ne pouvons nous permettre de devenir de plus en plus empêtrés et d'atteindre un point où nous ne serons plus capables de nous en extriquer. » Les commandos de Septembre noir qui organisèrent la prise d'otages des Jeux olympiques de Munich en septembre 1972 la dénommèrent « Opération Kafr Bir’im et Iqrit ».
La plupart des villageois sont devenus citoyens israéliens, soumis jusqu'en fin 1966 aux injonctions des autorités militaires israéliennes mais font partie des « présents absents », ou plus officiellement « Palestiniens déplacés internes » . Ils continuent eux-mêmes et leurs descendants à demander l’autorisation de retourner habiter dans leur village d'origine. Ils continuent à utiliser le cimetière et l'église. En 2003, la requête de plusieurs d’entre eux, adressée  à la cour suprême d'Israël, a été rejetée. Depuis 2012, après une grande manifestation à Haïfa, des jeunes du village l’occupent régulièrement.

## Sources
- (en) Cet article est partiellement ou en totalité issu de l’article de Wikipédia en anglais intitulé « Iqrit » (voir la liste des auteurs).

1. ↑  Rhode 1979, p. 6, conteste cette date et conclut que le registre en question date de 1548-1549.
2. ↑  Hütteroth et Abdulfattah 1977, p. 180.
3. ↑  Kahlidi 1992, p. 15.
4. ↑  Guérin 1880, p. 125.
5. ↑  Conder et Kitchener 1881, p. 148.
6. ↑  Khalidi 1992, p. 15.
7. 1 2  Mills 1932, p. 101.
8. ↑  Statistiques de 1945, p. 4.
9. ↑  Des données de 1948 évoquent 491 habitants, dont 432 chrétiens melkites, alors que parmi les musulmans, certains louaient leurs maisons d'Ikrit, d'autres habitaient esh-Shafaya. Benny Morris parle d'environ 600 habitants en 1948 (Morris 2004, p. 506).
10. ↑  Hadawi 1970, p. 40.
11. ↑  Hadawi 1970, p. 80.
12. ↑  Hadawi 1970, p. 130.
13. ↑  Bidwell et Smith 1998.
14. ↑  Morris 2004, p. 474.
15. ↑  Kimmerling et Migdal 1998, p. 416.
16. ↑  Morris 2004, p. 505-506.
17. 1 2  Morris 2004, p. 506.
18. ↑  Joseph L. Ryan, S.J., « Refugees within Israel: The Case of the Villages of Kafr Bir'im and Iqrit », Journal of Palestine Studies, vol. 2, no 4,‎ été 1973, p. 55-81.
19. ↑  (en) Richard Curtiss, « Iqrit and Bir Am: A Christmas Tale With a Moral », Washington Report on Middle East Affairs,‎ décembre 1987, p. 65 (lire en ligne).
20. 1 2  (en) « Case-owners, not land-owners » [archive], sur Ittijah, 18 juillet 2003.
21. ↑  Benvenisti 2000, p. 325-326.
22. ↑  Black et Morris 1991, p. 270.
23. ↑  Mélinée Le Priol, « En Israël, l’impossible retour des chrétiens d’Ikrit », La Croix,‎ 17 mai 2016 (lire en ligne)